# Patosön

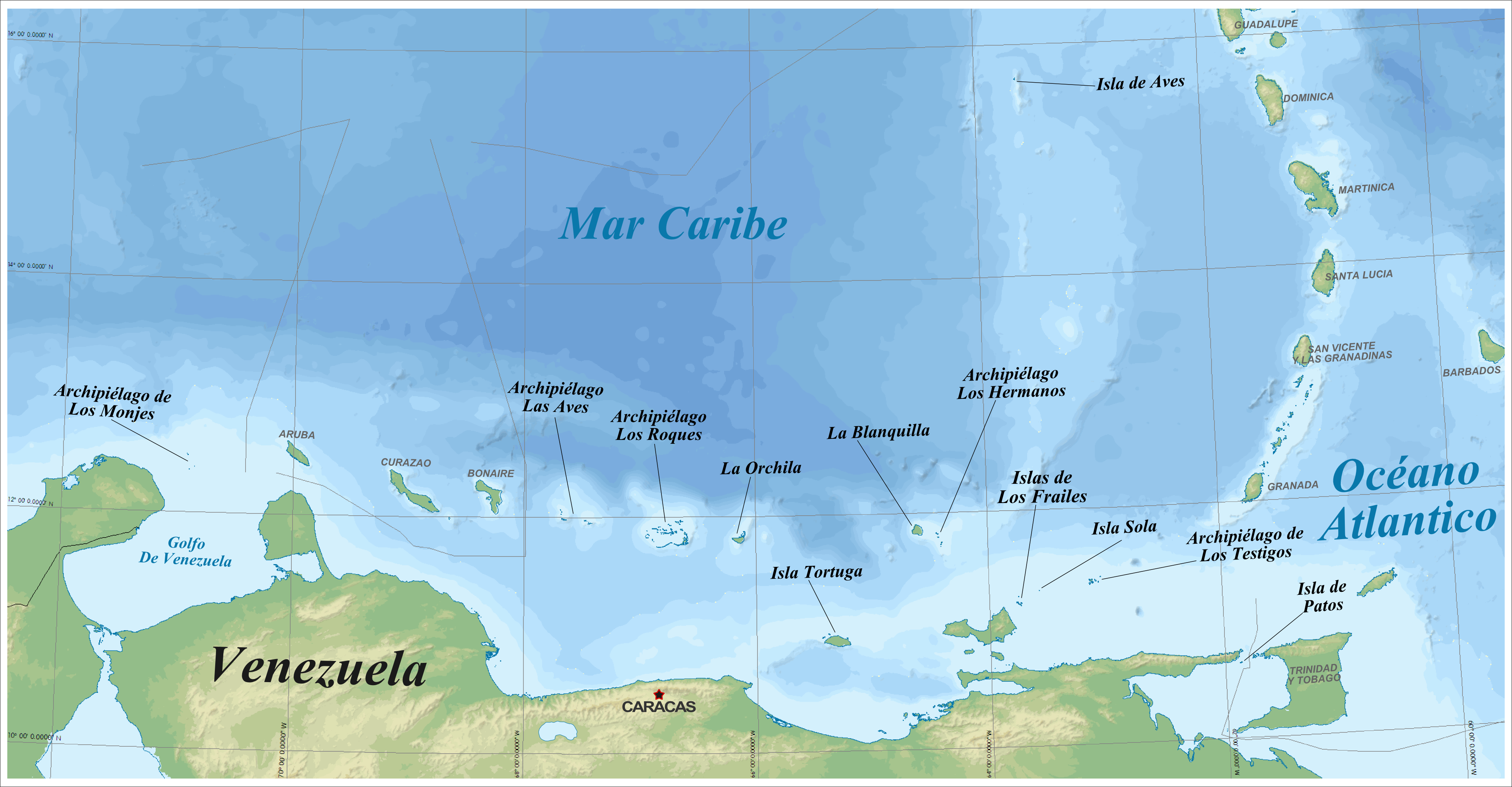
Områdeskarta.

Lägeskarta, Dependencias Federales.

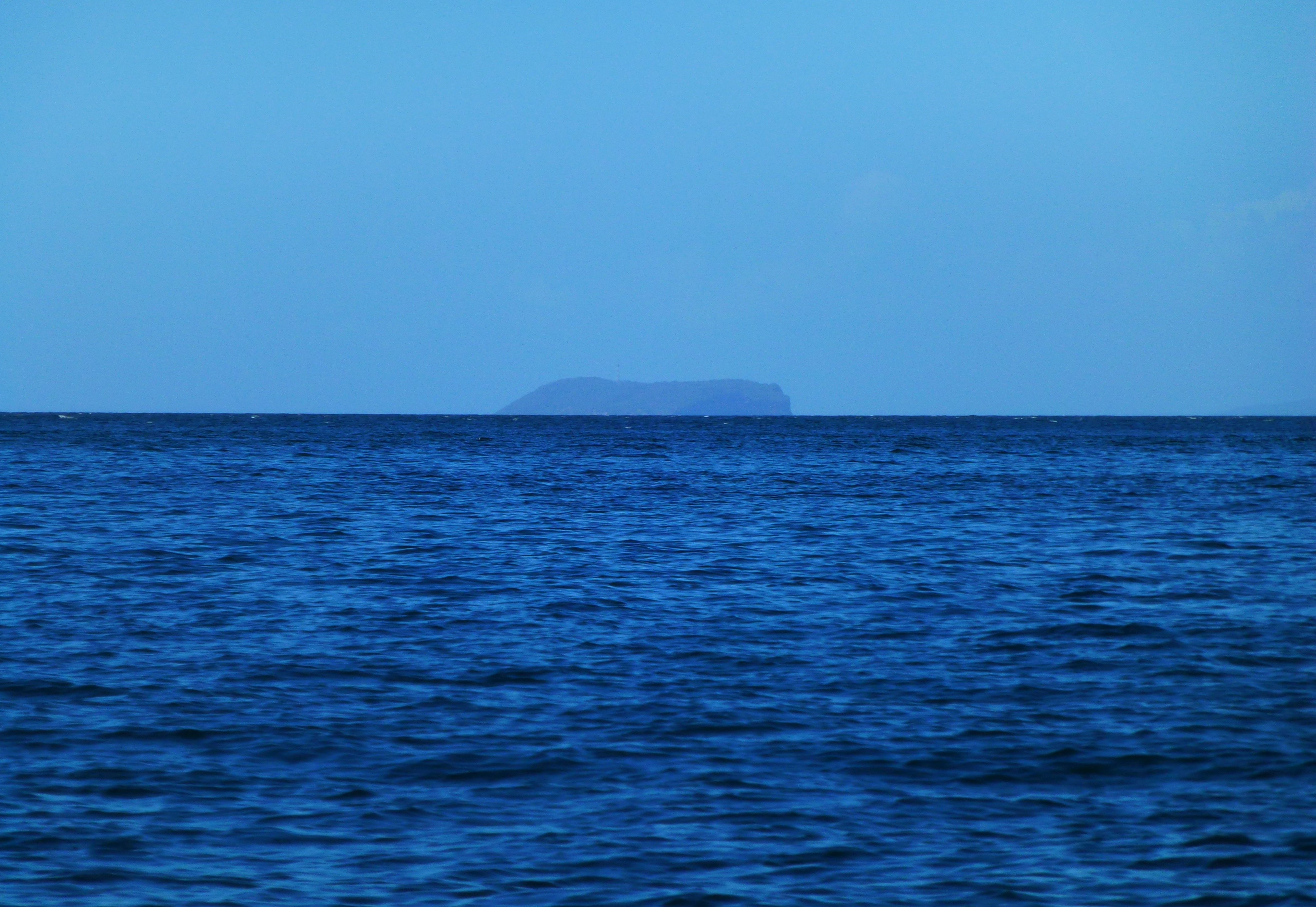
Patosön.

Patosön (spanska Isla de Patos, Ankön) är en venezuelansk ö bland Öarna under vinden bland Små Antillerna i Karibiska havet.

## Geografi
Patosön ligger cirka 540 km nordöst om Caracas och cirka 8 km sydöst om Pariahalvön i delstaten Sucre. Ön ligger i Pariagolfen 10 km sydväst om Chacachacareön i Trinidad och Tobago.
Den obebodda ön är av vulkaniskt ursprung och har en yta på cirka 0,65 km² och den högsta höjden är på cirka 55 m ö.h. Ön är cirka 1 100 m lång och cirka 600 m bred.
På La Blanquillas sydvästra del står den 12 m höga fyren ”Faro da Isla de Patos”. Fyren byggdes 1972.
Förvaltningsmässigt ingår ön i federala territoriet (entidade) Dependencias Federales.

## Historia
Patosön tillhörde tidigare Trinidad och Tobago och överläts till Venezuela 26 februari 1942 i utbyte mot ön Soldado Rock vid Trinidads sydvästra del. Ön blev då del av Dependencias Federales.
1871 inrättade Venezuela förvaltningsområdet ”Territorio Federal Colón”. I området ingick Venezuelas samtliga öar i Karibiska havet och området förvaltades av Utvecklingsministeriet (Ministerio de Fomento). 1938 ändrades förvaltningsområdets namn till ”Dependencias Federales” (Ley Orgánica de las Dependencias Federales).
1972 utsågs ön tillsammans med hela området Dependencias Federales till nationalpark (Parque Nacional de los Roques) efter ett regeringsbeslut, parkområdet inrättades formellt den 18 augusti.